# Bontestraat

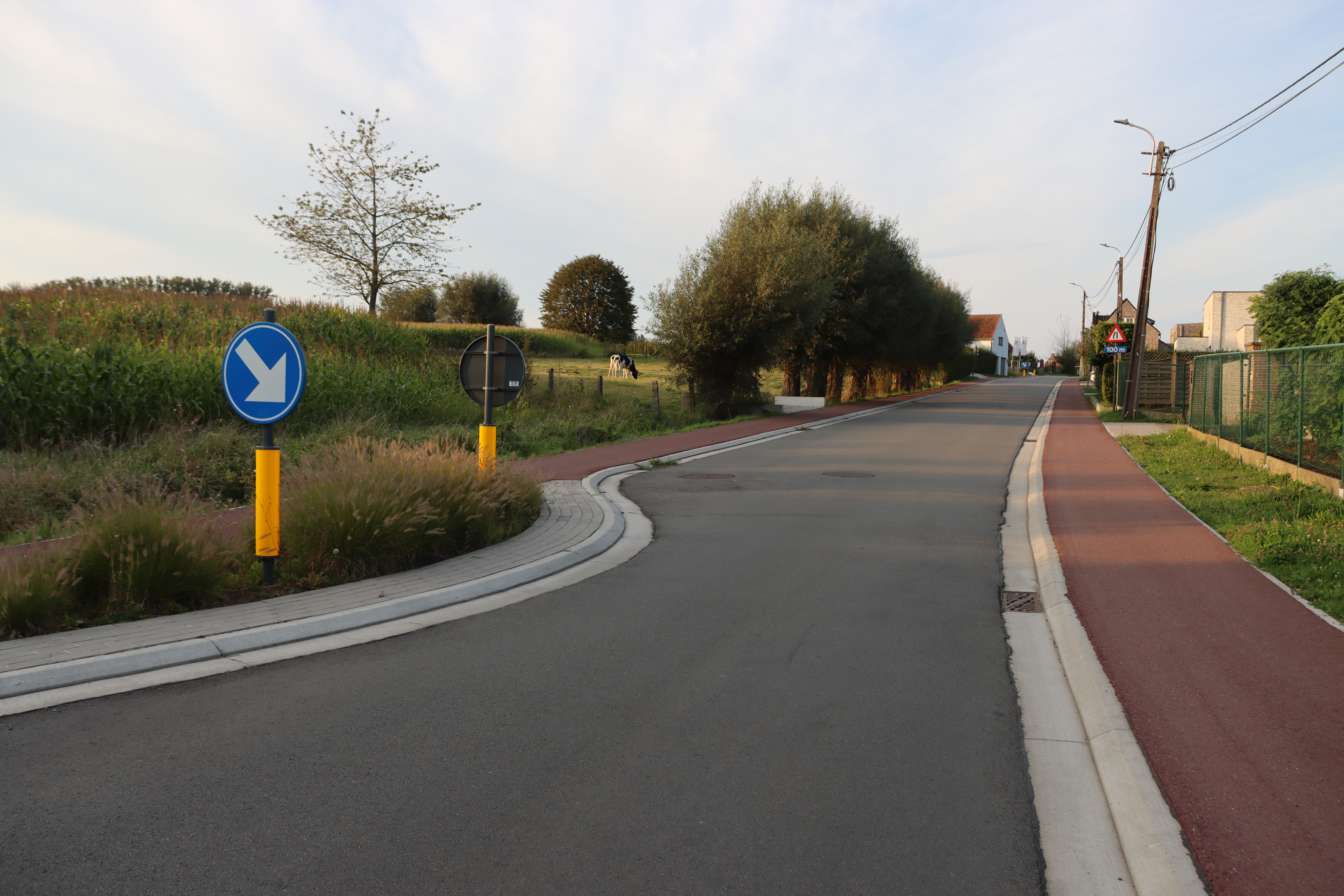
Bonte(straat)

De Bontestraat (Zottegem) of Bonte (Lierde) is een helling in Zottegem en Lierde in de Vlaamse Ardennen. 
De helling loopt van de Faliestraat in Sint-Maria-Oudenhove (Zottegem) in de buurt van het Kloosterbos naar de Steenweg N8 in Sint-Martens-Lierde (Lierde). Minstens sinds de late 18de eeuw liep over het huidige tracé een straat. Tussen 2021 en 2022 werd de weg heraangelegd: de kasseibestrating werd vervangen door asfalt (daartegen diende Milieufront Omer Wattez een klacht in maar die werd verworpen) en er werden fietspaden aangelegd.